# Tajemnica panny Brinx
Tajemnica panny Brinx – polski film fabularny z 1936. Jako reżyser zadebiutował w nim aktor Bazyli Sikiewicz.

## Twórcy
- Scenariusz: I. Krauss i M. Król
- Scenopis: Jan Fethke
- Nadzór reżyserski i techniczny: Phil Jutzi
- Reżyseria: Bazyli Sikiewicz
- Zdjęcia: Seweryn Steinwurzel
- Muzyka: Feliks Rybicki
- Dekoracje: Jacek Rotmil i Stefan Norris
- Charakteryzacja: Konrad Narkiewicz
- Fotografja: L. Zajączkowski
- Kierownictwo zdjęć: M. Iwanow
- Asystent reżyseria: Jan Rogoziński
- Atelier i laboratorium: Falanga
- Mixer: S. Rochowicz
- Dźwięk: Tobis-Klangfilm
- Kierownictwo produkcji: Stefan Gulanicki
- Eksploatacja: Leo-Film

## Obsada
- Alma Kar jako Wanda Tarska
- Lena Żelichowska jako Ketty Brinx
- Aleksander Żabczyński jako Henryk Malewicz
- Zygmunt Chmielewski jako przemysłowiec Wilczyński
- Helena Grossówna jako Krysia, córka Wilczyńskiego
- Kazimierz Junosza-Stępowski jako Ulbert, szef biura detektywistycznego
- Jan Kurnakowicz jako detektyw Kielich
- Michał Znicz jako detektyw Bielecki
- Dora Kalinówna jako Mary Kurek, kobieta detektyw
- Stefan Gucki jako Mr. Stop
- Michał Halicz jako komisarz policji
- Tadeusz Fijewski jako steward w pociągu
- Julian Krzewiński jako portier w hotelu